# Wrestling Dontaku (2021)
Wrestling Dontaku 2021 fue la decimoséptima edición de Wrestling Dontaku, un evento pago por visión de lucha libre profesional producido por New Japan Pro-Wrestling (NJPW). Tuvo lugar el 3 y 4 de mayo de 2021 desde el Fukuoka Kokusai Center en Fukuoka, Japón.
Esta fue la decimosegunda edición consecutiva del evento en ser realizada en el Fukuoka Kokusai Center, y la decimoséptima en realizarse en la ciudad de Fukuoka, Japón.

## Antecedentes
El 4 de abril, en el evento Sakura Genesis, Will Ospreay ganó el Campeonato Mundial Peso Pesado de la IWGP tras derrotar a Kota Ibushi, y retó a Kazuchika Okada a una lucha por su campeonato al demandar una revancha contra él por su derrota en Wrestle Kingdom 15, sin embargo, Shingo Takagi intervino en el ring y exigió su propia lucha por el título, argumentando que su victoria sobre Okada en la primera ronda de la New Japan Cup, le da un reclamo más válido por el título que el de Okada. Finalmente, se anunció que primero se llevaría a cabo la defensa del campeonato contra Takagi, con el ganador enfrentándose a Okada en el siguiente evento Wrestle Grand Slam.

## Resultados

### Día 1: 3 de mayo
En paréntesis se indica el tiempo de cada combate:
- Bullet Club (Dick Togo, Taiji Ishimori, Yujiro Takahashi & EVIL) derrotaron a Master Wato, Tiger Mask IV, Hiroyoshi Tenzan y Toru Yano (9:57).
  - Ishimori cubrió a Mask después de un «Bloody Cross».
- CHAOS (SHO, YOH & Kazuchika Okada) derrotaron a Suzuki-gun (Yoshinobu Kanemaru, El Desperado & Minoru Suzuki) (10:31).
  - YOH cubrió a Kanemaru después de un «Direct Drive».
- Los Ingobernables de Japón (BUSHI, SANADA, Tetsuya Naito & Shingo Takagi) derrotaron a United Empire (Jeff Cobb, Aaron Henare, Great-O-Khan & Will Ospreay) (11:31).
  - SANADA cubrió a Henare con un «O'Conner Bridge».
- Zack Sabre Jr. derrotó a Tanga Loa (15:12).
  - Sabre cubrió a Loa con un «Arm Lock».
  - Como resultado, Dangerous Tekkers (Taichi & Sabre) consiguieron una oportunidad por el Campeonato en Parejas de la IWGP.
- Taichi (con DOUKI) derrotó a Tama Tonga (con Jado) en un Iron Finger From Hell Ladder Match (27:11).
  - Taichi ganó la lucha tras descolgar el «Iron Finger From Hell».
- Jay White (con Gedo) derrotó a Hiroshi Tanahashi y ganó el Campeonato de Peso Abierto NEVER (39:01).
  - White cubrió a Tanahashi después de un «Blade Runner».

### Día 2: 4 de mayo
En paréntesis se indica el tiempo de cada combate:
- Suzuki-gun (DOUKI, Zack Sabre Jr. & Taichi) derrotaron a Bullet Club (Jado, Tanga Loa & Tama Tonga) (10:00).
  - Sabre forzó a Jado a rendirse con un «Hurrah!».
- Bullet Club (Taiji Ishimori & Yujiro Takahashi) derrotaron a Hiroyoshi Tenzan y Master Wato (10:24).
  - Ishimori cubrió a Wato después de un «Bloody Cross».
- United Empire (Jeff Cobb, Aaron Henare & Great-O-Khan) derrotaron a Los Ingobernables de Japón (BUSHI, SANADA & Tetsuya Naito) (14:54).
  - Cobb cubrió a BUSHI después de un «Tour of the Islands».
- Ryusuke Taguchi, Hiroshi Tanahashi y Toru Yano derrotaron a Bullet Club (EVIL, Jay White y Dick Togo) (con Gedo) (12:14).
  - Yano cubrió a Togo con un «Schoolboy».
- Will Ospreay derrotó a Shingo Takagi y retuvo el Campeonato Mundial Peso Pesado de la IWGP (44:53).
  - Ospreay cubrió a Takagi después de un «Stormbreaker».